# Alexander Smit (honkballer)
Alexander Roelof Smit (Geldrop, 2 oktober 1985) is een Nederlandse honkballer die uitkwam voor het Amerikaanse Minor League-team Carolina Mudcats, dat verbonden is aan Major League-team Cincinnati Reds. In juni
2010 maakte hij bekend dat hij wil stoppen met professioneel honkbal.

## Loopbaan
Smit werd op elfjarige leeftijd bij de pupillen ontdekt door Amerikaanse scouts. Smit had in 2002 na de afronding van zijn vmbo-opleiding de keuze uit verschillende Amerikaanse proforganisaties (zoals de Atlanta Braves, Seattle Mariners, Los Angeles Dodgers en New York Yankees) die hem een contract wilden aanbieden.
Uiteindelijk koos de linkshandige werper van PSV voor de Minnesota Twins. Bij deze club kreeg hij onder meer toestemming om in 2004 met het Nederlandse team deel te nemen aan de Olympische Spelen van Athene.
In 2002 werd Smit uitgeroepen tot talent van het jaar in de gemeente Eindhoven. Ook ontving hij de sportpenning van de gemeente Eindhoven voor het bereiken van de tweede plaats op de Haarlemse Honkbalweek.
Smit werd in 2001 en 2002 de beste juniorenwerper van Nederland, er daarmee tot dan de enige werper die de bijbehorende Roel de Mon Award tweemaal won.
De speler van PSV vertrok in september 2002 naar de Verenigde Staten om in de Rookie League te spelen. Aan het begin van het seizoen 2003 werd hij vervolgens bij Fort Myers Miracle, een Single A-club uit de Minor League, gestald. In het seizoen 2004 speelde de werper op single A-niveau. Daar begon hij ook in 2005 bij de Beloit Snappers. Hier verloor hij uiteindelijk negen wedstrijden van de veertien waarin hij in actie was gekomen. In bijna vijftig innings kreeg hij bovendien 58 hits en 33 verdiende punten (5.98) tegen. Uiteindelijk werd Smit eind juni teruggezet naar de Rookie League-team Elizabethon Twins, het team waarvoor hij een jaar eerder ook op Single A-niveau was uitgekomen.
Niettemin kwam Smit sterk terug. De Nederlandse werper was zo goed in vorm, dat hij zes wedstrijden won en 86 strikeouts gooide in bijna 46 innings. Verder wierp hij in 21 duels twaalf keer vier wijd en kreeg hij slechts 25 honkslagen en tien verdiende punten tegen (1.97).
Overigens deed hij dit wel als reliever. En dat terwijl Smit juist als startend werper naar de Verenigde Staten was vertrokken. Na zijn blessure is hij echter vooral ingezet als vervanger voor de startend werper.
Na een aantal starts bij de Carolina Mudcats (AA-class) in 2010 die niet optimaal verliepen, is Alexander vanaf juni op de zogeheten "Restricted List" geplaatst. Dit is een lijst met spelers die op een zo jonge leeftijd stoppen met professioneel honkbal in de VS, dat de kans bestaat dat ze toch nog een comeback maken. De rechten van de speler blijven bij zijn laatste club en als hij elders wil gaan spelen in de toekomst, moet er compensatie worden betaald. Er kunnen deals worden gemaakt met de laatste organisatie waar men speelde. Zo is het voor te stellen dat Alexander verder kan spelen in Nederland.

### Nederlands team
Smit werd in het seizoen 2002 voor de eerste keer geselecteerd voor het A-team. Eerder al deed hij aan grote internationale toernooien mee met onder meer Jong Oranje. Op zowel de Haarlemse Honkbalweek als de Intercontinental Cup van 2002 speelde hij één wedstrijd. In 2003 was Smit aanwezig tijdens het Europees Kampioenschap en het Olympisch kwalificatietoernooi. In de aanloop naar de Olympische Spelen keerde hij terug in de selectie van Nederland. In Athene kwam hij uiteindelijk in twee wedstrijden uit. Hij wierp hierin zeven innings. Uiteindelijk kreeg hij acht verdiende punten (10.29) tegen.
In 2005 maakte Smit zijn eerste wereldkampioenschap met de nationale A-selectie mee. Met Nederland schreef hij in september 2005 geschiedenis door voor het eerst de halve finales van een wereldkampioenschap te bereiken. Nederland eindigde uiteindelijk op de vierde plaats. Smit kwam in vier duels in 5 2/3 inning in actie en kwam tot een verdiend puntengemiddelde van 3.18.
In maart 2006 maakte Smit deel uit van de selectie, die deelnam aan de World Baseball Classic in Puerto Rico. Nederland speelde drie wedstrijden en won hier een van. In het duel tegen Puerto Rico gooide Smit één inning. Hierin kreeg hij twee honkslagen tegen en gooide hij één keer vier wijd. Hij eindigde met een verdiend puntengemiddelde van 9.00.